# 避兰东
避兰东是马来西亚新山县的巫金，面積約202平方公里，覆蓋百萬鎮、巴西古當等地區，住有超過50萬名居民，是柔佛州人口最多的巫金區，更是馬來西亞人口最多的地區之一。

## 歷史
避兰东起初於1859年時是港主鄭厝港（Tey Chu Kang）的管理區域，後來成為一座傳統華人新村，現在是柔佛州最繁忙的地域之一。

## 設施
關於避兰东內的設施，請參見區內鎮區的條目：
- 馬西
- 巴西古當
- 百萬鎮
- 新山市

## 交通
- 乘座P-301號巴士（BMJ）[4]